# 大青岛
大青岛（：／ Daecheong do */?）一个位于黄海上的由大韓民国統治的島屿。在白翎島的南面。東面是北方分界線，与朝鮮民主主義人民共和国統治下的甕津半島对峙。韩国在黄海统治的白翎島、大青島、小青島、延坪島、隅島并称「西海五島」。岛上有沙漠，被民众称为大青島沙漠。
大青島位於韓國仁川甕津郡，距離北方分界線1公里，面積12.63平方公里（4.88平方英里），全長7公里（4.3英里），寬6.3公里（3.9英里）。
1953年結束朝鮮戰爭的朝鮮停戰協定規定，包括大青島在內的五個島嶼將留在聯合國軍和韓國的控制之下。這項協議是由朝鮮和聯合國軍司令部簽署的。此後，它成為北韓和南韓在黃海（也稱為西海）之間的海上劃界。該島距離朝鮮黃海南道海岸19公里（12英里）。

## 概要
行政上，该岛与南面的小青島构成仁川广域市甕津郡大青面。岛中南部有三角山，高343米。北部为耕地，居民主要从事漁業。2009年11月10日大青島附近的黄海海域北方限界線韓国側海域，侵入的朝鮮海軍艦艇与韓国海軍艦艇之間发生冲突。

## 历史

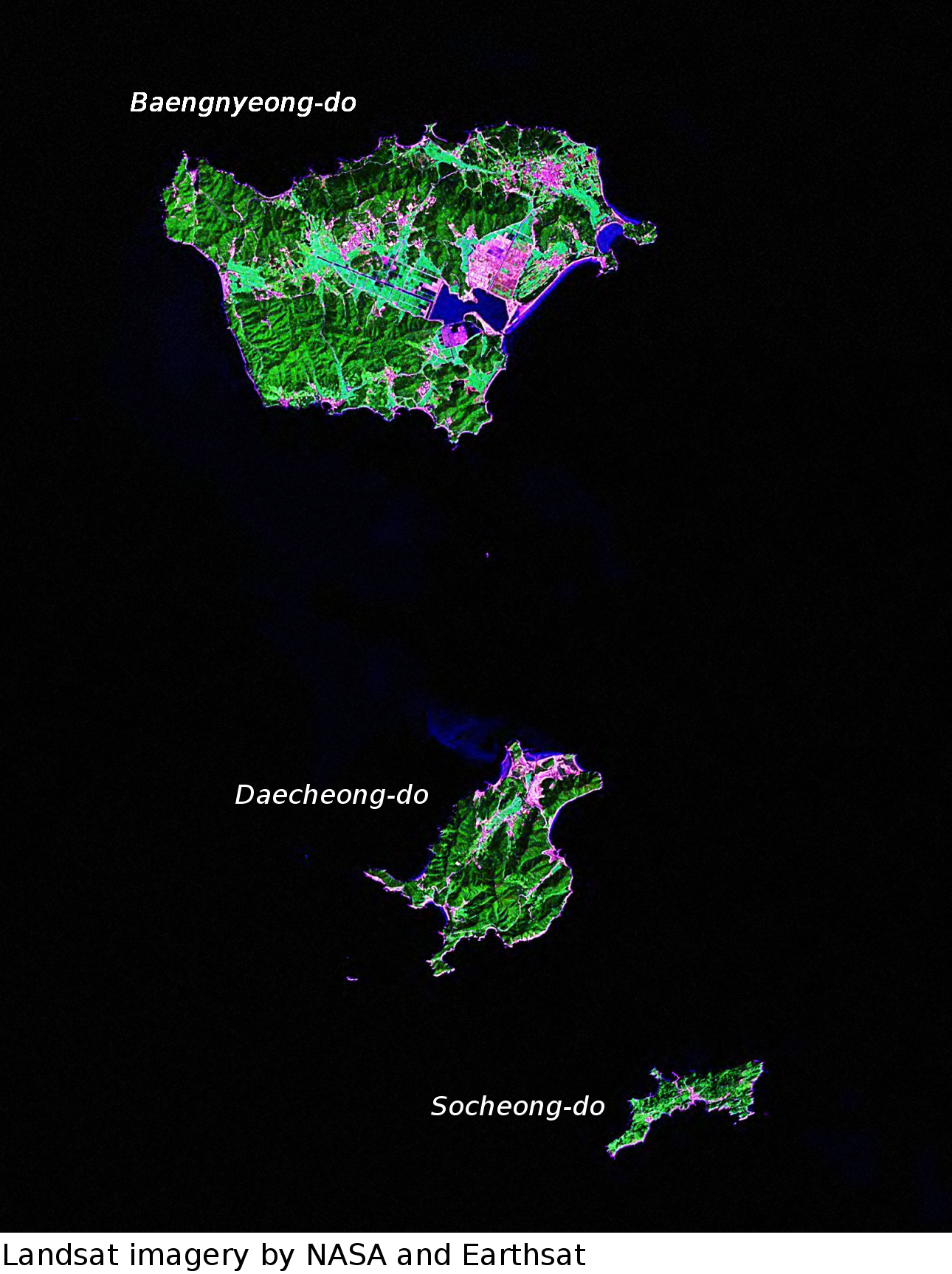
白翎島、大青島、小青島

1330年，元朝庚申君（后来的元顺帝）曾被流放此岛。
1896年，与白翎島、小青島归属黄海道長淵郡。
1945年8月，38度線以南的位置编入京畿道甕津郡。朝鮮战争中甕津半島被朝鮮占领，而西海五島则被韓国占领。1974年，白翎面中的大青・小青2島分離组成大青面。1995年，编入仁川广域市。

## 交通
韓国本土的仁川港与小青島白翎島间有船往来。
37°50′N 124°42′E / 37.833°N 124.700°E